# Ernest MacMillan
 (novembre 2021).
 (novembre 2021).
La mise en forme du texte ne suit pas les recommandations de Wikipédia : il faut le « wikifier ».
Les points d'amélioration suivants sont les cas les plus fréquents :
- Les titres sont pré-formatés par le logiciel. Ils ne sont ni en capitales, ni en gras.
- Le texte ne doit pas être écrit en capitales (les noms de famille non plus), ni en gras, ni en italique, ni en « petit »…
- Le gras n'est utilisé que pour surligner le titre de l'article dans l'introduction, une seule fois.
- L'italique est rarement utilisé : mots en langue étrangère, titres d'œuvres, noms de bateaux, etc.
- Les citations ne sont pas en italique mais en corps de texte normal. Elles sont entourées par des guillemets français : « et ».
- Les listes à puces sont à éviter, des paragraphes rédigés étant largement préférés. Les tableaux sont à réserver à la présentation de données structurées (résultats, etc.).
- Les appels de note de bas de page (petits chiffres en exposant, introduits par l'outil «  Source ») sont à placer entre la fin de phrase et le point final[comme ça].
- Les liens internes (vers d'autres articles de Wikipédia) sont à choisir avec parcimonie. Créez des liens vers des articles approfondissant le sujet. Les termes génériques sans rapport avec le sujet sont à éviter, ainsi que les répétitions de liens vers un même terme.
- Les liens externes sont à placer uniquement dans une section « Liens externes », à la fin de l'article. Ces liens sont à choisir avec parcimonie suivant les règles définies. Si un lien sert de source à l'article, son insertion dans le texte est à faire par les notes de bas de page.
- La présentation des références doit suivre les conventions bibliographiques. Il est recommandé d'utiliser les modèles {{Ouvrage}}, {{Chapitre}}, {{Article}}, {{Lien web}} et/ou {{Bibliographie}}. Le mode d'édition visuel peut mettre en forme automatiquement les références.
- Insérer une infobox (cadre d'informations à droite) n'est pas obligatoire pour parachever la mise en page.

Pour une aide détaillée, merci de consulter Aide:Wikification.
Si vous pensez que ces points ont été résolus, vous pouvez retirer ce bandeau et améliorer la mise en forme d'un autre article.
Ernest MacMillan Alexander Campbell (18 août 1893 - 6 mai 1973) était un chef d'orchestre, compositeur, organiste, et il est dit « Chevalier musical » du Canada. Il est largement considéré comme le plus éminent musicien du Canada, des années 1920 aux années 1950. Ses contributions au développement de la musique au Canada ont été soutenues et variées. Il fut aussi Interprète, compositeur, administrateur, conférencier, arbitre, écrivain, humoriste et homme d'État. Il fut très tôt attiré par la musique, comme le démontrent dès son enfance ses efforts pour imiter au piano l'orgue de Barbarie qu'il entendait dans la rue, ses toutes premières chansons, sa composition d'un opéra pour enfant et, surtout, son jeu à l'orgue. Une des figures dominantes de l'histoire musicale du Canada, MacMillan influença virtuellement tous les aspects de la vie musicale du pays, à la fois par sa précocité et son envergure comme exécutant et par son activité inlassable au service de l'éducation. Son rôle au sein de nombreux organismes nationaux, qui bénéficièrent souvent de son aide aux heures de leur fondation, fut marqué par une perspicacité de vision et un attachement aux valeurs artistiques traditionnelles. Parallèlement, son activité d'exécutant, ses publications et ses nombreux voyages lui valurent une renommée internationale. 

## Biographie
Ernest MacMillan commença l'étude de l'orgue  à huit ans avec Arthur Blakeley (1897-1911). Peu après, MacMillan se produisit en public et, à 10 ans, participa au Festival of the Lilies au Massey Hall. Il nous en reste la photographie d'un garçonnet qui se tient assis à l'orgue, la mine assurée, portant col empesé et lavallière. Longtemps après, MacMillan déclarait, en évoquant ce souvenir : « Je dois admettre que jouer devant une telle foule m'impressionna beaucoup ». Lorsque son père accepta un poste dans son Édimbourg natal (1905-08), le jeune MacMillan y poursuivit l'étude de l'orgue avec le célèbre organiste aveugle Alfred Hollins, remplaçant parfois son maître à la tribune. On lui accorda aussi la permission de s'inscrire aux cours de musique donnés à l'Université d'Édimbourg par Friedrich Niecks, W.B. Ross et d'autres. Il suivit également des cours privés de Ross, pour préparer son premier diplôme. Durant toute sa vie, MacMillan conserva pour Édimbourg une affection spéciale et, à l'occasion, son verbe empruntait un roulement sensible des « r », parfois voulu et parfois inconscient,selon toute évidence.Le retour à Toronto fut néanmoins pour MacMillan la rentrée au bercail. (Il passa les 40 dernières années de sa vie au centre-ville de Toronto, à deux milles du Massey Hall et à une rue de l'école publique qu'il avait fréquentée.) À 15 ans, il occupa son premier poste, celui d'organiste à l'église presbytérienne Knox. Les archives de l'église témoignent que cette nomination fut alors considérée exceptionnelle. On installait justement un instrument plus perfectionné et le salaire annuel avait été haussé. Le jeune musicien se comporta en adulte et se fixa comme but d'atteindre les plus hauts niveaux, non seulement dans son jeu mais aussi dans ses activités connexes comme la présentation d'une causerie sur la vie et l'œuvre de Mendelssohn qu'il donna à un groupe de jeunes de la paroisse.
Il occupa le poste deux ans, puis passa une année à Édimbourg et à Londres pour compléter ses études en vue de devenir Fellow du RCO et d'obtenir son B.Mus. de l'Université d'Oxford. Ces deux diplômes lui furent décernés en 1911 avant qu'il n'ait atteint ses 18 ans. De retour à Toronto, il étudia l'histoire contemporaine à l'Université de Toronto (1911-14) et fut o. m. c. à l'église presbytérienne Saint Paul's à Hamilton, venant chaque fin de semaine de Toronto pour les répétitions et les offices. Même s'il ne possédait pas de diplôme supérieur (à l'université, il n'existait pas de programme d'études musicales conduisant à un diplôme), il mit rapidement à profit son expérience musicale et son sens de l'organisation, jouant de l'orgue lors de collations de grades et autres manifestations universitaires, participant à la fondation d'un club musical et collaborant à The University Hymn Book (Toronto 1912). Plus tard, MacMillan confia avoir le sentiment que son éducation musicale avait été fautive en ce qu'elle avait mis l'accent sur la maîtrise de l'orgue avant celle du piano. Cette remarque était caractéristique de son attitude souvent dépréciative à l'égard de réalisations dont il était en grande partie le responsable. Cherchant peut-être à se libérer de cette mentalité d'autocritique, il se rendit à Paris en 1914 et commença à prendre des cours particuliers de piano avec Thérèse Chaigneau.

## Carrière
Présent au Festival Wagner de Bayreuth cet été-là (et se trouvant ainsi en territoire allemand à la déclaration de la Première Guerre mondiale), il fut détenu à Nuremberg pendant plusieurs mois. Durant cette période d'incertitude, il composa la quasi-totalité de la première version du Quatuor à cordes en do mineur. Il fut ensuite déclaré prisonnier de guerre pour toute la durée des hostilités et confiné à Ruhleben, piste de course réaménagée près de Berlin. (Vu les circonstances et prenant en considération l'excellence de ses trois années d'études de premier cycle, l'Université de Toronto lui conféra en 1915 un B.A. in absentia.) À Ruhleben, il étudia l'allemand et les rudiments de métiers tels que la reliure, et noua des liens amicaux durables avec, entre autres, les compositeurs anglais Benjamin Dale et Quentin Maclean. MacMillan dirigea le petit orchestre du camp lors de la présentation de concerts et de comédies musicales (du répertoire traditionnel comme The Mikado et des créations comme Don't Laugh), acquérant ce qu'il considéra plus tard comme étant une expérience technique valable de chef d'orchestre (rôle pour lequel il n'avait aucune préparation réelle). Il se consacra aussi avec ardeur à la composition et, par l'entremise du Comité pour l'éducation des prisonniers de guerre, soumit une version de l'ode de Swinburne, England, comme l'une des épreuves exigées pour l'obtention de son D.Mus. de l'Université d'Oxford.
À son retour au Canada (début 1919), MacMillan entreprit une tournée de récitals-causeries dans l'Ouest; son programme comprenait habituellement un court récital d'orgue suivi d'une conférence sur sa vie de prisonnier. Il devint ensuite o. m. c. à l'église Timothy Eaton Memorial à Toronto (1919-25), et épousa Laura Elsie Keith le 31 décembre 1919. En 1920, il commença à enseigner l'orgue à la Canadian Academy of Music. Il conserva son poste lors de la fusion de l'Academy et du TCM (RCMT) et, en 1926, succéda à A.S. Vogt comme principal. En 1927, il succéda de nouveau à Vogt, cette fois comme doyen de la faculté de l'Université de Toronto - poste qui n'était alors qu'honorifique mais auquel MacMillan, durant son long mandat, allait conférer une plus grande importance. Au fil des ans, cet examinateur du TCM et juge de festival finit par connaître le Canada d'un océan à l'autre. Sa personnalité contribuait alors à stimuler la vie musicale de nombreux petits centres tout en encourageant de façon directe plus d'une génération d'étudiants canadiens. Peu après sa nomination au conservatoire, il forma la Conservatory Opera Company, pour laquelle il dirigea des productions de Hänsel und Gretel, Hugh the Drover (en) et Dido and Æneas (1928-30). Il fut chargé aussi de la direction de Lohengrin présenté par l'Opera Guild de Toronto le 28 février 1939 au Massey Hall. Dans les années 1930, il entreprit la rédaction de textes sur la lecture à vue et la formation auditive, souvent en collaboration avec Boris Berlin. Mis à part quelques leçons particulières (années 1920) et conférences, comme les cours d'été qu'il donna sur Le Clavier bien tempéré durant les années 1940 (qui ne formèrent pas d'élèves mais créèrent de nombreux disciples), MacMillan fut un éducateur, un administrateur et un instigateur de systèmes et de politiques plutôt qu'un professeur comme tel. Ainsi, bien que d'innombrables jeunes Canadiens l'aient connu comme chargé de cours ou l'aient rencontré comme examinateur ou en d'autres circonstances, et qu'ils aient bénéficié de son contact, son influence s'est exercée sur les groupes plutôt que sur les individus. Il eut cependant quelques élèves dont les organistes Charles Peaker et Frederick Silvester.